# MNG 항공
MNG 항공은 튀르키예의 화물운송 전문 항공사로 아타튀르크 국제공항을 거점으로 두고 있다.

## 역사
MNG 항공은 1997년 메흐메트 나치프 구날(Mehmet Nazif Günal)에 의해 설립되어 같은해 11월 30일 운항을 시작했다. 대서양 횡단 서비스는 1998년, 프랑크푸르트에서 토론토로 가는 비행기로 시작되었고, 이어서 1998년 11월 8일에 미국행 노선 운항을 시작하였다. 2005년, 에어버스 A300 운항 부분에서 100% 안전 신뢰성으로 에어버스로부터 상을 받았다. 2006년 2월 6일, MNG는 모든 여객 노선 운항을 중단, 화물 운송 전문 항공사로 운항을 지속하고 있다. 2008년, MNG 항공은 슬로베니아의 화물 항공사인 솔린에어를 인수하였다.

## 운항 노선
- 2019년 5월 기준으로 MNG 항공은 다음과 같은 노선을 운항하고 있다.[1]